# Psychidea alba
Psychidea alba är en fjärilsart som beskrevs av Solanikov 1990. Psychidea alba ingår i släktet Psychidea och familjen säckspinnare. Inga underarter finns listade.